# Arturo Galuppi
Arturo Galuppi (Bologna, 1922 – Campagna italiana di Grecia, 7 aprile 1941) è stato un militare italiano, insignito della medaglia d'oro al valor militare alla memoria nel corso della seconda guerra mondiale.

## Biografia
Nacque a Bologna nel 1922, figlio di Ivo.  Lavorava come elettricista quando, ottenuto il consenso paterno, si arruolava volontario a poco più di diciotto anni nella Milizia Volontaria Sicurezza Nazionale assegnato alla 72ª compagnia mitraglieri della 72ª Legione CC.NN. d'assalto. Successivamente partì per l'Albania, sbarcando a Durazzo il 6 marzo 1941. Cadde in combattimento a Kungullit il 7 aprile 1941, durante le fasi finali della campagna italiana di Grecia. Fu insignito della medaglia d'oro al valor militare alla memoria.